# Iskorjenjivanje malih boginja
Iskorjenjivanje malih boginja (eng: Smallpox eradication ; Smallpox vaccine) je bio program započet od Panameričke Zdravstvene Organizacije (PAHO) u polovini 20. stoljeća. Svjetska Zdravstvena Skupština (SZS) je proglasila događaj iskorjenjivanja malih boginja 8. svibnja 1980. iako je certifikacija predata 9. prosinca 1979. godine.

## Pozadina
Cijepljenje protiv malih boginja je pokrenuto još od 1796. u ruralnoj Engleskoj, od dr. Edward Jenner. Jenner je uzeo gnoj iz ruke mliječne sluškinje s kravljom boginjom, ogrebao je u ruku 8-godišnjeg dječaka Jamesa Phippsa, a šest tjedana kasnije cijepio je dječaka s boginjama, nakon čega je primijetio da je ne hvataju boginje.
Uvođenje cjepiva u Novi svijet dogodilo se u Trinity u Newfoundlandu 1800. dr. John Clinch, dječački prijatelj i medicinski kolega Jennera. Već 1803. španjolska kruna organizirala je ekspediciju na Balmisu za prijevoz cjepiva španjolskim kolonijama u Americi i na Filipinima i tamo uspostavila programe masovnog cijepljenja. Kongres SAD-a usvojio je Zakon o cjepivima 1813. kako bi osigurao da sigurna američka javnost bude dostupno sigurnom cjepivu protiv malih boginja. Otprilike 1817. u Nizozemskoj Istočnoj Indiji postojao je vrlo čvrst sustav cijepljenja. U britanskoj Indiji pokrenut je program širenja cjepiva protiv malih boginja, putem indijskih cjepiva, pod nadzorom europskih dužnosnika. Unatoč tome, britanski napori u cijepljenju u Indiji, a posebno u Burmi, ometali su autohtonu sklonost cijepljenju i nepovjerenje u cijepljenje, usprkos strogim zakonodavstvima, poboljšanjima lokalne učinkovitosti cjepiva i konzervansa cjepiva te obrazovnim naporima. Do 1832. savezna vlada Sjedinjenih Država uspostavila je program cijepljenja protiv Indijaca protiv malih boginja. 1842. Velika Britanija je zabranila cijepljenje, kasnije prelazeći na obvezno cijepljenje. Britanska vlada uvela je obvezno cijepljenje protiv malih boginja aktom Parlamenta 1853. U Sjedinjenim Državama, od 1843. do 1855. godine, prvo je Massachusetts, a potom i ostale države zahtijevalo cijepljenje protiv malih boginja. Iako neki nisu voljeli ove mjere, nastavljeni su koordinirani napori protiv malih boginja, a bolest se nastavila smanjivati u bogatim zemljama. U sjevernoj Europi su brojne zemlje uklonile male boginje do 1900. godine, a do 1914. godine učestalost u većini industrijaliziranih zemalja pala je na razmjerno niske razine. Cijepljenje se nastavilo u industrijaliziranim zemljama, sve do sredine do kraja 1970.-ih kao zaštita od ponovnog uvođenja. Australija i Novi Zeland dvije su iznimne iznimke; niti je iskusila endemska boginja i nikad se nije cijepila cijelo, oslanjajući se na zaštitu udaljenosti i stroge karantene.

## Iskorjenjivanje
Početkom 1950-ih u svijetu se procijenilo 50 milijuna slučajeva malih boginja svake godine. Da bi se iskorijenio boginje, svako izbijanje mora se zaustaviti od širenja izolacijom slučajeva i cijepljenjem svih koji žive u blizini. Taj je postupak poznat i kao "prstenasto cijepljenje". Ključ ove strategije bilo je praćenje slučajeva u zajednici (poznat kao nadzor) i zatvaranje. Početni problem s kojim se suočio tim SZO-a bio je neadekvatno prijavljivanje slučajeva velikih boginja, jer mnogi slučajevi nisu pripali nadležnima. Činjenica da su ljudi jedini rezervoar za infekciju velikih boginja i da prijevoznici ne postoje, igrala je značajnu ulogu u iskorjenjivanju malih boginja. SZO je uspostavio mrežu konzultanata koji su pomogli zemljama u uspostavljanju nadzora i mjera zaštite. Već ranije, donacije cjepiva osiguravale su prvenstveno Sovjetski Savez i Sjedinjene Države, ali do 1973. godine više od 80 posto cjepiva proizvedeno je u zemljama u razvoju. Sovjetski Savez osigurao je između 1958. i 1979. godinu i pol doze, kao i medicinsko osoblje.
Prva hemisfera (Zapadna Hemisfera) je započela kampanju iskorjenjivanja velikih boginja 1950. godine. Kampanja je bila uspješna u uklanjanju velikih boginja iz svih zemalja Amerike, osim Argentine, Brazila, Kolumbije i Ekvadora. 1958. profesor Viktor Zhdanov, zamjenik ministra zdravstva za SSSR, pozvao je Svjetsku zdravstvenu skupštinu na globalnu inicijativu za iskorjenjivanje malih boginja.
Općenito, napredak prema iskorjenjivanju bio je razočaravajući, posebno u Africi i na indijskom potkontinentu. Godine 1966. formiran je međunarodni tim, Jedinica za iskorjenjivanje velikih boginja pod vodstvom jednog Amerikanca, Donalda Hendersona. Godine 1967. Svjetska zdravstvena organizacija pojačala je globalno iskorjenjivanje malih boginja doprinoseći 2,4 milijuna dolara godišnje te je usvojila novu metodu nadzora bolesti koju je promovirao češki epidemiolog Karel Raška.
Posljednja velika europska epidemija malih boginja bila je 1972. u Jugoslaviji, nakon što se hodočasnik s Kosova vratio s Bliskog Istoka, gdje je zarazio virus. Epidemija je zarazila 175 ljudi, uzrokujući 35 smrtnih slučajeva. Vlasti su proglasile vojni zakon, primijenile karantenu i poduzele široko ponovno cijepljenje stanovništva, angažirajući pomoć SZO-a. Za dva mjeseca epidemija je bila gotova. Prije toga, u svibnju do srpnja 1963. godine u Stockholmu u Švedskoj bila je epidemija malih boginja, koju je s Dalekog Istoka donio švedski pomorac; to su riješili karantenskim mjerama i cijepljenjem lokalnog stanovništva.
Krajem 1975. godine, boginja se zadržala samo na Afričkom rogu. Uvjeti su bili vrlo teški u Etiopiji i Somaliji, gdje je bilo malo cesta. Građanski rat, glad i izbjeglice zadaću su još više otežali. U tim se zemljama početkom i sredinom 1977. poduzimao intenzivan program nadzora i sprečavanja suzbijanja i cijepljenja, pod vodstvom australijskog mikrobiologa Franka Fennera. Kako se kampanja približila svom cilju, Fenner i njegov tim igrali su važnu ulogu u provjeri iskorjenjivanja. Posljednji prirodni slučaj autohtone boginje (Variola minor) dijagnosticiran je 26. listopada 1977. u Ali Maow Maalin, kuharici u Merci u Somaliji. Posljednji slučaj smrtonosne male boginje (Variola Major) otkriven je u listopadu 1975. kod trogodišnje bangladeške djevojke, Rahime Banu.
Na dan 8. svibnja 1980. godine proglašeno je totalno iskorjenjivanje velikih boginja, a prve dvije rečenice su glasile:
- Uzimajući u obzir razvoj i rezultate globalnog programa iskorjenjivanja velikih boginja pokrenutom od strane SZO 1958. i intenziviranog od 1967. godine ... svečano izjavljuje da su svijet i njegovi narodi dobili slobodu od malih boginja, što je bila najrazornija bolest koja je u mnogim zemljama progutala epidemijski oblik. od najranijeg vremena ostavljajući smrt, sljepoću i oskvrnuće i koji su prije samo desetljeća rasprostranjeni u Africi, Aziji i Južnoj Americi.